# Gwiazdy zmienne typu Mira Ceti

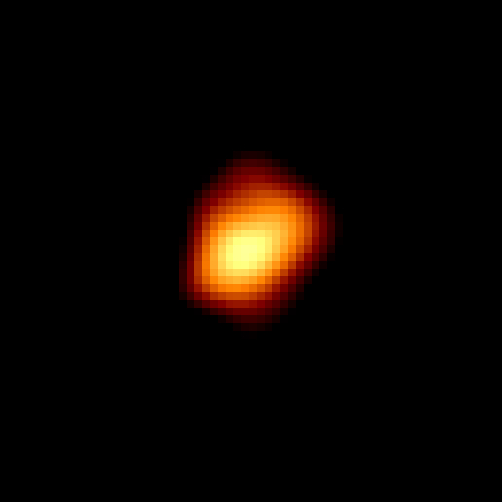
Mira Ceti w 1997 roku (światło widzialne)

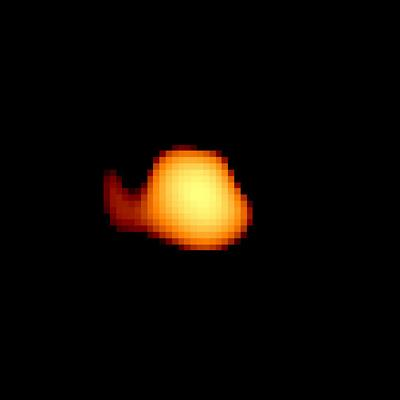
Mira Ceti w 1997 roku (ultrafiolet)

Wizualizacja mirydy na przykładzie gwiazdy χ Cygni

Gwiazdy zmienne typu Mira Ceti, mirydy, miry – typ gwiazd zmiennych pulsujących, charakteryzujących się czerwoną barwą, okresem pulsacji dłuższym niż 100 dni i zmianami jasności o więcej niż 1m. Są to czerwone olbrzymy w późnych stadiach ewolucji, które za kilka milionów lat odrzucą zewnętrzne warstwy swej atmosfery, tworząc w ten sposób mgławicę planetarną, same zaś staną się białymi karłami.
Mirydy są uważane za gwiazdy o masach mniejszych niż dwie masy Słońca, ale mogą być tysiąc lub więcej razy jaśniejsze od Słońca, ze względu na swoje rozmiary (kilkaset promieni Słońca). Pulsują w modzie p (radialnym), tzn. cała gwiazda powiększa się i zapada, zachowując swoją sferyczną symetrię. Zmiany rozmiaru i temperatury są powodem zmian jasności. Okres pulsacji jest zależny od masy i promienia gwiazdy. Obserwacje w podczerwieni przy użyciu układu teleskopów IOTA wykazały, że 75% miryd nie jest sferycznie symetryczna
Pomimo że większość gwiazd typu Mira Ceti wykazuje wiele wspólnych cech w zachowaniu i strukturze, są bardzo różnorodną klasą gwiazd zmiennych ze względu na różnicę w wieku, masie, typie pulsacji i składzie chemicznym. Na przykład, w widmach wielu z nich występują bardzo silne linie węgla, co sugeruje, że materia z jądra gwiazdy jest wynoszona na powierzchnię. Materia ta często tworzy pyłowe obłoki wokół gwiazdy. Niektóre mirydy są znane jako naturalne źródła promieniowania mikrofalowego (masery).
Niektóre mirydy wykazują zmiany swojego okresu pulsacji – okres wzrasta lub maleje nawet trzykrotnie w czasie od kilku dekad do kilku stuleci. Uważa się, że jest to spowodowane pulsami termicznymi – temperatura i ciśnienie w powłoce wodorowej, otaczającej jądro gwiazdy, stają się na tyle wysokie, że następuje zainicjowanie reakcji jądrowych. Zmienia to strukturę gwiazdy, co objawia się przez zmianę okresu pulsacji. Przewiduje się, że proces ten występuje u wszystkich gwiazd typu Mira Ceti, ale stosunkowo krótki czas trwania pulsów termicznych (kilka tysięcy lat), w stosunku do czasu życia gwiazdy w tym stadium ewolucji, sprawia, że na kilka tysięcy obserwowanych miryd ten proces odnotowano tylko u kilku. Niemniej, większość miryd wykazuje cykliczne zmiany w okresie.
Nazwa wzięła się od pierwszej znanej gwiazdy tego typu, omikron Ceti (gwiazdozbiór Wieloryba), zwanej Mira, czyli „Cudowna”. Jest to pierwsza, odkryta pod koniec XVI wieku, gwiazda zmienna z periodycznymi zmianami jasności.